# (4915) Solzhenitsyn
(4915) Solzhenitsyn est un astéroïde de la ceinture principale.

## Description
(4915) Solzhenitsyn est un astéroïde de la ceinture principale. Il fut découvert le 8 octobre 1969 à Nauchnyj par Lioudmila Tchernykh. Il fut nommé en honneur d'Alexandre Soljenitsyne. Il présente une orbite caractérisée par un demi-grand axe de 3,07 UA, une excentricité de 0,29 et une inclinaison de 3,8° par rapport à l'écliptique.

## Compléments